# نيكولا ريجوني
نيكولا ريجوني (بالإيطالية: Nicola Rigoni)‏ (12 نوفمبر 1990 بسكيو في إيطاليا - ) هو لاعب كرة قدم إيطالي في مركز الوسط. شارك مع منتخب إيطاليا تحت 17 سنة لكرة القدم ومنتخب إيطاليا تحت 20 سنة لكرة القدم ومنتخب إيطاليا تحت 21 سنة لكرة القدم. أما مع النوادي، فقد لعب مع كييفو فيرونا ونادي باليرمو ونادي ريجينا ونادي سيتاديلا ونادي فيتشينزا.

## وصلات خارجية
- نيكولا ريجوني على موقع قاعدة بيانات كرة القدم.إي يو (الإنجليزية)
- نيكولا ريجوني على موقع Soccerbase.com (لاعب) (الإنجليزية)
- نيكولا ريجوني على موقع Soccerway.com (الإنجليزية)
- نيكولا ريجوني على موقع عالم كرة القدم.نت (الإنجليزية)
- نيكولا ريجوني على موقع AS.com (الإسبانية)